# Portugiesische Badmintonmeisterschaft 1966
Die Portugiesische Badmintonmeisterschaft 1966 fand in Lissabon statt. Es war die achte Austragung der nationalen Titelkämpfe in Portugal.

## Titelträger
| Disziplin    | Sieger                           |
| ------------ | -------------------------------- |
| Herreneinzel | Alegre dos Santos                |
| Dameneinzel  | Isabel Rocha                     |
| Herrendoppel | Fernando Pinto Pinto Alves       |
| Damendoppel  | Conceição Felizardo Isabel Rocha |
| Mixed        | Alegre dos Santos Isabel Rocha   |